# ジメチルグリシン-N-メチルトランスフェラーゼ
ジメチルグリシン-N-メチルトランスフェラーゼ(Dimethylglycine N-methyltransferase、EC 2.1.1.161)は、以下の化学反応を触媒する酵素である。
S-アデノシル-L-メチオニン + N,N-ジメチルグリシン{\displaystyle \rightleftharpoons }S-アデノシル-L-ホモシステイン + ベタイン
従って、この酵素の2つの基質はS-アデノシル-L-メチオニンとN,N-ジメチルグリシン、2つの生成物はS-アデノシル-L-ホモシステインとベタインである。
系統名は、S-アデノシル-L-メチオニン:N,N-ジメチルグリシン N-メチルトランスフェラーゼ(ベタイン生成)である。
この酵素は、海洋性藍藻のシネココックス属WH8102から単離された。